# Handball-Bayernliga 1986/87
Die Handball-Bayernliga 1986/87 wurde unter dem Dach des „Bayerischen Handballverbandes“ (BHV) organisiert, sie ist die höchste Spielklasse des Landesverbandes Bayern und wurde hinter der Handball-Regionalliga als vierthöchste Spielklasse im deutschen Ligensystem eingestuft.

## Saisonverlauf
Die Handball-Bayernliga 1986/87 war die neunundzwanzigste Ausspielung der Handball-Bayernligasaison. Bayerischer Meister sowie Aufsteiger in die Regionalliga Süd war der HG Erlangen. Vizemeister ohne Aufstiegsrecht wurde der CSG Erlangen.

### Modus
Zwölf Mannschaften spielten eine Hin- und Rückrunde um die „Bayerische Meisterschaft“ und den Aufstieg in die Regionalliga Süd. Die Plätze zehn bis zwölf waren Absteiger in die beiden Staffeln der Landesliga. Der Modus war für Männer und Frauen gleich.

## Teilnehmer und Platzierungen
Nicht mehr dabei waren die Auf- und Absteiger aus der Vorsaison. Neu dabei waren die Aufsteiger (N) aus den Landesligen. Im Verlaufe der Saison traten zwölf Mannschaften in der Bayernliga an.

### Abschlusstabelle

Bereich des „Bayer. Handballverbandes“ (BHV)

Saison 1986/87 
|     | Mannschaft                 | Spiele | Punkte |
| --- | -------------------------- | ------ | ------ |
| 1.  | HG Erlangen                | 22     | 40:4   |
| 2.  | CSG Erlangen (N)           | 22     | 35:9   |
| 3.  | TSV 1861 Zirndorf (N)      | 22     | 24:20  |
| 4.  | HSC Bad Neustadt           | 22     | 23:21  |
| 5.  | ESV Ingolstadt-Ringsee (N) | 22     | 22:22  |
| 6.  | Post SV München (N)        | 22     | 20:24  |
| 7.  | 1. FC Nürnberg             | 22     | 20:24  |
| 8.  | ETSV 09 Landshut           | 22     | 19:25  |
| 9.  | TS 1887 Selb               | 22     | 19:25  |
| 10. | TuS Fürstenfeldbruck       | 22     | 17:27  |
| 11. | MTSV Schwabing II          | 22     | 17:27  |
| 12. | SG Post/Süd Regensburg     | 22     | 8:36   |

### Frauen
- Der HCD Gröbenzell wurde Bayerischer Meister und hat sich für die Regionalliga Süd der Frauen qualifiziert.